# Flughafen Morristown Municipal

i8
i11
i13
Der Flughafen Morristown Municipal (IATA: MMU, ICAO: KMMU) liegt in Morris County, New Jersey, drei Meilen östlich von Downtown Morristown.
Präsident Donald Trump nutzte den Flughafen während seiner Wochenendbesuche und Sommerferien in seinem Haus auf dem Trump National Golf Club in Bedminster, New Jersey, der sich 24 Meilen südwestlich des Flughafens befindet.